# Power Macintosh 8500
Il Power Macintosh 8500 è stato il primo Mac dotato della possibilità di sostituire la daughtercard. Questa era una novità fra i computer Apple che non avevano mai fornito alcuna possibilità di modificare parti interne della macchina, se non la memoria.

## L'obiettivo
Questo modello di Power Macintosh fu venduto principalmente per lavorare con grafica di alto livello, includendo entrate ed uscite per S-Video e Video Composito.
Il sistema che supportava, tuttavia, il System 7.5.2 in quel momento non dava grosse possibilità per lo sviluppo di grafica.

## Modifiche
Il Power Macintosh 8500, come molti altri modelli della serie x500 subì molte modifiche, dopo la sua introduzione.
La prima versione era dotata di un processore PowerPC 604 alla velocità di 120 MHz, il quale venne presto sostituito con uno identico, ma funzionante a 150 MHz. Tempo dopo, Apple rilasciò un altro rifacimento del processore, chiamato PowerPC 604e che portava la velocità del Power Macintosh a 180 MHz.

## Dismissione
Nel gennaio 1997, il computer uscì dal commercio. Solo un mese dopo, a febbraio venne sostituito dal Power Macintosh 8600, che portava la velocità a ben 200 MHz, sfruttando il PowerPC 604e ed il PowerPC 604ev.